# Pravi žafran
Pravi žafran (znanstveno ime Crocus sativus)  je rastlina iz družine perunikovk (Iridaceae). Cvet ima tri stigme, kar so distalni konci karpelov rastline. Skupaj z vratom, ki povezuje stigme s preostalo rastlino, te sestavne dele pogosto sušijo in uporabljajo kot začimbo in barvilo. Žafran, ki je že desetletja najdražja začimba na svetu po teži ,, izvira iz Jugozahodne Azije. Gojiti so ga začeli blizu Grčije.
Žafran odlikujeta grenak okus in jodoformska- ali senu-podobna aroma; vzrok temu sta kemični snovi pikrokrokin in safranal. Vsebuje tudi karotenoidno barvilo krokin, ki da hrani bogat zlatorumen odtenek. Zaradi teh lastnosti je žafran zelo cenjen v kulinariki po vsem svetu. Uporablja pa se tudi v medicinske namene.
Beseda žafran izvira iz starofrancoske besede safran, ki jo prvič zasledimo v 12. stoletju in izvira iz latinske besede safranum. Safranum je povezano tudi z italijanskim zafferano in španskim azafrán. Safranum izvira iz arabske besede aṣfar (أَصْفَر‎), kar pomeni »rumeno« preko paronimskega zaʻfarān (زَعْفَرَان‎), imena začimbe v arabščini.

## Opis
Udomačeni žafranov krokus Crocus sativus je jeseni cvetoča trajnica, ki je v divjini ne poznamo. Verjetno izvira iz jeseni cvetočega Crocus cartwrightianus v vzhodnem Sredozemlju, ki je znan tudi kot »divji žafran« in izvira iz Krete ali Srednje Azije. C. thomasii in C. pallasii sta druga možna vira. Kot genetsko monomorfen klon se je počasi razširil po večjem delu Evrazije.
Je sterilna triploidna oblika, kar pomeni, da trije homologni nizi kromosomov sestavljajo genetski komplement vsakega osebka; C. sativus nosi osem kromosomskih teles na komplet, kar pomeni skupno 24. Vijolični cvetovi C. sativus so sterilni in ne proizvedejo sposobnih semen; razmnoževanje je odvisno od pomoči človeka: grozde stebelnih gomoljev, podzemnih, čebulicam podobnih organov za shranjevanje škroba, je treba izkopati, razdeliti in ponovno posaditi. Stebelni gomolj preživi eno sezono in z vegetativno delitvijo proizvede do deset "špic", ki lahko v naslednji sezoni zrastejo v nove rastline. Kompaktni stebelni gomolji so majhne, rjave kroglice, ki lahko merijo v premeru do 5 cm, imajo ravno podlago in so zavite v gosto preprogo vzporednih vlaken; ta plašč se imenuje »korm tunika«. Stebelni gomolji imajo tudi navpična vlakna, tanka in mrežasta, ki rastejo do 5 cm nad vratom rastline.
Rastlina požene 5–11 belih in nefotosintetskih listov, znanih kot katafili. Te membrane podobne strukture pokrivajo in ščitijo 5 do 11 pravih listov, ko brstijo in se razvijajo na cvetu žafrana. Slednji so tanki, ravni in rezilu podobni zeleni listni listi s premerom 1–3 mm, ki se razširijo, ko se cvetovi odprejo (»histerantno«) ali torej sočasno z njihovim cvetenjem (»sinantno«). Nekateri domnevajo, da se katafili C. sativus manifestirajo pred cvetenjem, ko rastlino namakamo relativno zgodaj v rastni sezoni. Njegove cvetne osi ali strukture, ki nosijo cvet, nosijo brakteole ali posebne liste, ki poženejo iz cvetnih stebel; slednji so znani kot pedicels. Po estivaciji spomladi rastlina požene svoje prave liste, od katerih je vsak dolg do 40 cm. Šele oktobra, potem ko večina drugih cvetočih rastlin sprosti svoja semena, se razvijejo njeni bleščeče obarvani cvetovi; segajo od svetle pastelne lila do temnejše in bolj progaste slezaste. Cvetovi imajo sladko dišavo, podobno medu. Ob cvetenju so rastline visoke 20–30 cm in imajo do štiri cvetove. Iz vsakega cveta izhaja trikraki pecelj 25–30 mm dolg. Vsak rog se konča z živo škrlatno stigmo, ki je distalni konec pestiča.